# Огюстен Требюшон
Огюсте́н-Жозе́ф Вікторе́н Требюшо́н (фр. Augustin-Joseph Victorin Trébuchon; 30 травня 1878, Монкабріє, Франція — 11 листопада 1918, Вринь-Мез, Арденни, Франція) — військовослужбовець Французької армії, останній французький солдат, що загинув у Першій світовій війні. Застрелений на лінії фронту 11 листопада 1918 року о 10:45 — за 15 хвилин до настання перемир'я. У документації датою смерті Требюшона записали попередній день, оскільки французьке командування не бажало визнавати те, що посилало війська на фронт після підписання перемир'я.

## Життєпис
Огюстен Требюшон народився 30 травня 1878 року в Монкабріє поблизу Ле-Мальзьє-Віля в департаменті Лозер у Франції. Мав чотирьох молодших братів та сестер. У дитячому віці Огюстен втратив матір; за дев'ять років помер батько.
1898 року призваний до армії, де прослужив до 1902 року. Потім він працював комунальним чабаном.
З 1914 року, коли почалася Перша світова війна, Требюшон був солдатом Французької армії, куди він пішов добровольцем. На фронті виконував обов'язки зв'язківця. Требюшон брав участь у третій битві при Артуа (1915), битві на Соммі, Верденській битві (1916) та в другій битві на Марні (1918). Наприкінці війни його перевели на службу в Арденни. У вересні 1918 року отримав звання рядового першого класу. Протягом війни Требюшон двічі був поранений, зокрема дістав важке поранення в ліву руку від вибуху артилерійського снаряда.
Требюшон як зв'язківець першим з усіх солдатів свого підрозділу дізнався про підписання Комп'єнського перемир'я, за яким бойові дії мали припинитися об 11:00 11 листопада 1918 року. Напередодні підписання перемир'я 163-тя піхотна дивізія, підрозділ Требюшона, дістав наказ наступати. Генерал Анрі Гуро наказав солдатам перетнути річку Маас й атакувати німецькі позиції. Вважається, що цей наступ мав змусити німецьких переговорників укласти перемир'я, оскільки маршал Фош вважав, що вони не збиралися його підписувати, через що він наказав генералові Філіппу Петену тиснути вздовж Маасу.

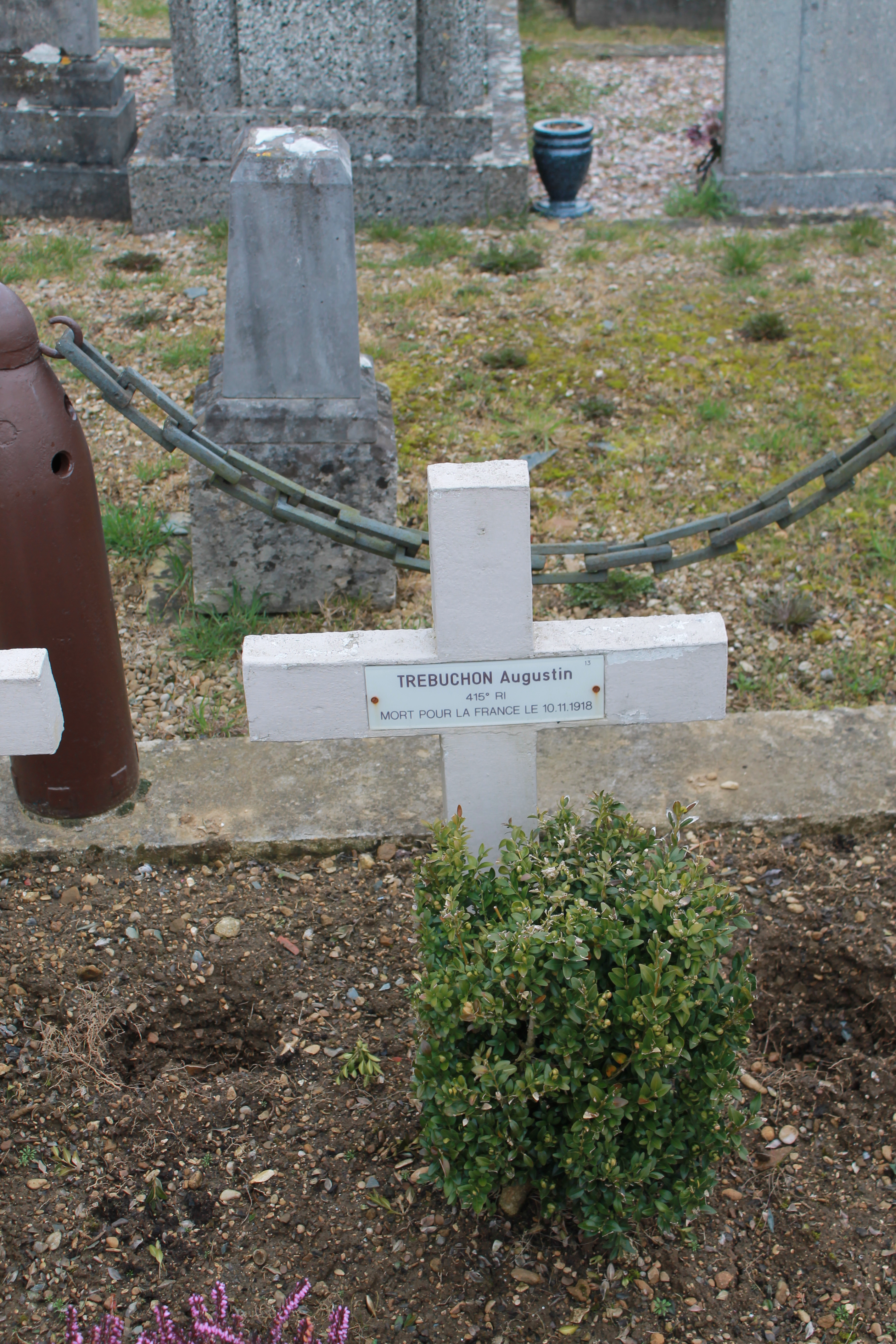
Могила Огюстена Требюшона на кладовищі у Вринь-Мезі

Несучи повідомлення про перемир'я своєму капітанові у селі Вринь-Мез,, Огюстен Требюшон близько 10:45 (за іншими даними, 10:50 або 10:55) 11 листопада 1918 року дістав кульове поранення в голову, від якого загинув. У військовій документації дату смерті Требюшона, як і решти французів, що загинули 11 листопада, навмисне зазначили як 10 листопада, оскільки французька влада не бажала визнавати жертви в «День Перемоги».
Огюстена Требюшона поховали на муніципальному кладовищі в селі Вринь-Мез.